# Tyger (album)
Tyger è un album in studio pubblicato nel 1987 dalla band tedesca di musica elettronica Tangerine Dream.
È il secondo lavoro del gruppo, dopo Cyclone, ad essere composto da brani cantati.
Stette per una settimana nella Official Albums Chart al numero 88 e fu l'ultimo lavoro discografico della band a rientrare in questa classifica.

## Lista delle tracce

### Prima edizione
1. Tyger - 5:48
2. London - 14:22
3. Alchemy Of The Heart - 12:23
4. Smile - 6:08

### Seconda edizione
1. Tyger - 5:48
2. London - 14:22
3. Alchemy Of The Heart - 12:23
4. Smile - 6:08
5. 21th Century Common Man Part One - 4:49
6. 21th Century Common Man Part One - 4:00

### Terza edizione
1. Tyger - 5:49
2. London - 14:24
3. Alchemy Of The Heart - 12:15
4. Smile - 6:11
5. 21th Century Common Man Part One - 4:49
6. 21th Century Common Man Part One - 3:58

### Ristampa del 1992
1. Tyger - 5:13
2. London - 14:25
3. Alchemy Of The Heart - 12:07
4. Smile - 5:53
5. 21th Century Common Man Part One - 4:49
6. 21th Century Common Man Part One - 4:00
7. Vigour - 4:55 (bonus track)

## Formazione
- Edgar Froese: tastiere, sintetizzatori, chitarra elettrica.
- Christopher Franke: tastiere, sintetizzatori, drum machine.
- Paul Haslinger: tastiere, sintetizzatori.

## Fonte
http://www.voices-in-the-net.de/tyger.htm